# Luxemburgs voetbalelftal in 1998
Het Luxemburgs voetbalelftal speelde in totaal vijf interlands in het jaar 1998, waaronder twee wedstrijden in de kwalificatiereeks voor de EK-eindronde 2000 in België en Nederland. De nationale selectie stond voor het dertiende jaar op rij onder leiding van bondscoach Paul Philipp. Op de in 1993 geïntroduceerde FIFA-wereldranglijst zakte Luxemburg in 1998 van de 140ste (februari 1998) naar de 143ste plaats (december 1998).

## Balans
| Wedstrijden | Wedstrijden | Wedstrijden | Wedstrijden | Doelpunten | Doelpunten | Doelpunten | Punten |
| Gespeeld    | Winst       | Gelijk      | Verlies     | Voor       | Tegen      | Saldo      | Punten |
| ----------- | ----------- | ----------- | ----------- | ---------- | ---------- | ---------- | ------ |
| 5           | 0           | 1           | 4           | 0          | 15         | –15        | 0.200  |

## Interlands
|                                                   |           |                                             |          |                                                                                       |
| 31 mei Vriendschappelijk № 416 «onderlinge duels» | Luxemburg | 0 – 2                                       | Kameroen | Stade Josy Barthel, Luxemburg Toeschouwers: 3.684 Scheidsrechter: Dieter Schoch (SUI) |
| 31 mei Vriendschappelijk № 416 «onderlinge duels» |           | 35' François Omam-Biyik 72' Alphonse Tchami |          | Stade Josy Barthel, Luxemburg Toeschouwers: 3.684 Scheidsrechter: Dieter Schoch (SUI) |

|                                                   | |       |           |                                                                                       |
| 5 juni Vriendschappelijk № 417 «onderlinge duels» | Duitsland | 7 – 0 | Luxemburg | Carl-Benz-Stadion, Mannheim Toeschouwers: 25.000 Scheidsrechter: Fritz Stuchlik (AUT) |
| 5 juni Vriendschappelijk № 417 «onderlinge duels» | Ulf Kirsten 6' Jürgen Klinsmann 15' Thomas Helmer 28' Ulf Kirsten 46' Oliver Bierhoff 57' Oliver Bierhoff 71' Christian Ziege 83' |       |           | Carl-Benz-Stadion, Mannheim Toeschouwers: 25.000 Scheidsrechter: Fritz Stuchlik (AUT) |

|                                                               |                                                                |       |           |                                                                                           |
| 10 oktober EK-kwalificatie № 418 «onderlinge duels» 20:00 uur | Polen                                                          | 3 – 0 | Luxemburg | Stadion Wojska Polskiego, Warschau Toeschouwers: 8.500 Scheidsrechter: Bujar Pregia (ALB) |
| 10 oktober EK-kwalificatie № 418 «onderlinge duels» 20:00 uur | Jerzy Brzęczek 18' Andrzej Juskowiak 33' Mirosław Trzeciak 64' |       |           | Stadion Wojska Polskiego, Warschau Toeschouwers: 8.500 Scheidsrechter: Bujar Pregia (ALB) |

|                                                               |           |                                                               |          |                                                                                         |
| 14 oktober EK-kwalificatie № 419 «onderlinge duels» 20:30 uur | Luxemburg | 0 – 3                                                         | Engeland | Stade Josy Barthel, Luxemburg Toeschouwers: 8.200 Scheidsrechter: Sotiris Vorgias (GRE) |
| 14 oktober EK-kwalificatie № 419 «onderlinge duels» 20:30 uur |           | 19' Michael Owen 40' (pen.) Alan Shearer 90' Gareth Southgate |          | Stade Josy Barthel, Luxemburg Toeschouwers: 8.200 Scheidsrechter: Sotiris Vorgias (GRE) |

|                                                        |           |       |        |                                                                                      |
| 18 november Vriendschappelijk № 420 «onderlinge duels» | Luxemburg | 0 – 0 | België | Stade Josy Barthel, Luxemburg Toeschouwers: 2.000 Scheidsrechter: Stéphane Bre (FRA) |
| 18 november Vriendschappelijk № 420 «onderlinge duels» |           |       |        | Stade Josy Barthel, Luxemburg Toeschouwers: 2.000 Scheidsrechter: Stéphane Bre (FRA) |

## FIFA-wereldranglijst
| JAN | FEB | MAR | APR | MEI | JUN | JUL | AUG | SEP | OKT | NOV | DEC |
| --- | --- | --- | --- | --- | --- | --- | --- | --- | --- | --- | --- |
|     | 140 | 141 | 141 | 143 |     | 142 | 144 | 146 | 146 | 147 | 143 |

## Statistieken
| Paul Koch         | 1966-06-07 | F91 Dudelange    | 4 | 0 | 0 | 32 | 0 |
| Philippe Felgen   | 1975-10-08 | Jeunesse Esch    | 1 | 0 | 0 | 1  | 0 |
| Verdediging       |            |                  |   |   |   |    |   |
| Laurent Deville   | 1967-11-24 | Union Luxembourg | 5 | 0 | 0 | 5  | 0 |
| Marc Birsens      | 1966-09-17 | Union Luxembourg | 4 | 0 | 0 | 45 | 0 |
| Ralph Ferron      | 1972-05-13 | Avenir Beggen    | 3 | 1 | 0 | 13 | 0 |
| Nico Funck        | 1972-10-17 | F91 Dudelange    | 3 | 1 | 0 | 5  | 0 |
| Jeff Strasser     | 1974-10-05 | FC Metz          | 3 | 0 | 0 | 22 | 0 |
| Jean Vanek        | 1969-01-19 | Avenir Beggen    | 3 | 0 | 0 | 21 | 0 |
| Carlo Weis        | 1958-12-04 | Avenir Beggen    | 1 | 0 | 0 | 87 | 1 |
| Christian Alverdi | 1973-11-05 | CS Grevenmacher  | 0 | 3 | 0 | 3  | 0 |
| Middenveld        |            |                  |   |   |   |    |   |
| Manuel Cardoni    | 1972-09-22 | Jeunesse Esch    | 5 | 0 | 0 | 29 | 2 |
| Jeff Saibene      | 1968-09-13 | FC Locarno       | 5 | 0 | 0 | 43 | 0 |
| Dany Theis        | 1967-09-11 | Jeunesse Esch    | 4 | 1 | 0 | 21 | 0 |
| Frank Deville     | 1970-08-12 | Avenir Beggen    | 3 | 2 | 0 | 18 | 0 |
| Luc Holtz         | 1969-06-14 | Avenir Beggen    | 2 | 3 | 0 | 28 | 1 |
| Patrick Posing    | 1971-09-09 | Avenir Beggen    | 2 | 0 | 0 | 9  | 0 |
| Joël Groff        | 1968-09-11 | F91 Dudelange    | 1 | 1 | 0 | 36 | 0 |
| Eugène Afrika     | 1971-04-14 | Union Luxembourg | 0 | 1 | 0 | 1  | 0 |
| Aanval            |            |                  |   |   |   |    |   |
| Marcel Christophe | 1974-08-19 | FC Mondercange   | 3 | 0 | 0 | 3  | 0 |
| Gordon Braun      | 1977-07-25 | Jeunesse Esch    | 2 | 0 | 0 | 2  | 0 |
| Paolo Amodio      | 1973-05-28 | Jeunesse Esch    | 1 | 2 | 0 | 9  | 1 |
| Serge Thill       | 1969-01-29 | CS Grevenmacher  | 0 | 3 | 0 | 14 | 0 |
| Robert Langers    | 1960-08-01 | Union Luxembourg | 0 | 1 | 0 | 73 | 8 |

FLF · A-internationals · Bondscoaches · Statistieken · Luxemburgs vrouwenelftal · Luxemburg U21 · Luxemburg U19 · Luxemburg U18 · Luxemburg U17 · Luxemburg U16
1911 – 1919 ·
1920 – 1929 ·
1930 – 1939 ·
1940 – 1949 ·
1950 – 1959 ·
1960 – 1969 ·
1970 – 1979 ·
1980 – 1989 ·
1990 – 1999 ·
2000 – 2009 ·
2010 – 2019 ·
2020 − 2029
OS 1920 · 
OS 1924 · 
OS 1928 · 
OS 1936 · 
OS 1948 · 
OS 1952
1911 · 
1912 · 
1913 · 
1914 · 
1915 · 1916 · 1917 · 1918 · 1919 · 
1920 · 
1921 · 1922 · 1923 · 
1924 · 
1925 · 1926 · 
1927 · 
1928 · 
1929 · 1930 · 1931 · 1932 · 1933 · 
1934 · 
1935 · 
1936 · 
1937 · 
1938 · 
1939 · 
1940 · 
1941 · 1942 · 1943 · 1944 · 
1945 · 
1946 · 
1947 · 
1948 · 
1949 · 
1950 · 
1952 · 
1952 · 
1953 · 
1954 · 
1955 · 
1956 · 
1957 · 
1958 · 
1959 · 
1960 · 
1961 · 
1962 · 
1963 · 
1964 · 
1965 · 
1966 · 
1967 · 
1968 · 
1969 · 
1970 · 
1971 · 
1972 · 
1973 · 
1974 · 
1975 · 
1976 · 
1977 · 
1978 · 
1979 · 
1980 · 
1981 · 
1982 · 
1983 · 
1984 · 
1985 · 
1986 · 
1987 · 
1988 · 
1989 · 
1990 · 
1991 · 
1992 · 
1993 · 
1994 · 
1995 · 
1996 · 
1997 · 
1998 · 
1999 · 
2000 · 
2001 · 
2002 · 
2003 · 
2004 · 
2005 · 
2006 · 
2007 · 
2008 · 
2009 · 
2010 · 
2011 · 
2012 · 
2013 · 
2014 · 
2015 ·
2016 ·
2017 ·
2018 ·
2019 ·
2020 ·
2021
Afghanistan ·
Albanië ·
Algerije ·
Armenië ·
Azerbeidzjan ·
België ·
Bosnië en Herzegovina ·
Brazilië ·
Bulgarije ·
Canada ·
Cyprus ·
DDR ·
Denemarken ·
(West-)Duitsland ·
Egypte ·
Engeland ·
Estland ·
Faeröer ·
Finland ·
Frankrijk ·
Gambia ·
Georgië ·
Griekenland ·
Hongarije ·
Ierland ·
IJsland ·
Israël ·
Italië ·
Japan ·
Joegoslavië ·
Kaapverdië ·
Kameroen ·
Kazachstan ·
Letland ·
Liechtenstein ·
Litouwen ·
Madagaskar ·
Malta ·
Marokko ·
Mexico ·
Moldavië ·
Montenegro ·
Myanmar ·
Nederland ·
Nigeria ·
Noord-Ierland ·
Noord-Macedonië ·
Noorwegen ·
Oekraïne ·
Oostenrijk ·
Polen ·
Portugal ·
Qatar ·
Roemenië ·
Rusland ·
San Marino ·
Saoedi-Arabië ·
Schotland ·
Senegal ·
Servië ·
Servië en Montenegro ·
Slovenië ·
Slowakije ·
Sovjet-Unie ·
Spanje ·
Thailand ·
Togo ·
Tsjechië ·
Tsjecho-Slowakije ·
Turkije ·
Uruguay ·
Verenigde Staten ·
Wales ·
Wit-Rusland ·
Zuid-Korea ·
Zweden ·
Zwitserland